# Chiesa di Santa Maria del Buon Consiglio al Vasto
La chiesa di Santa Maria del Buon Consiglio al Vasto è un luogo di culto di Napoli, situato in via Milano nel quartiere Vicaria.

## Storia e descrizione
La chiesa è una tra le tante costruite durante il Risanamento urbanistico che interessò i quartieri Pendino, Porto, Mercato e Vicaria negli anni a cavallo tra il XIX e il XX secolo. Venne completata nel 1890, come indicato da un'epigrafe posta sopra il portale, ma consacrata solo nel 1912. La facciata è scandita per tutta la sua altezza da due coppie di lesene, mentre al centro un grande finestrone serve a conferire luce all’ambiente interno. Nell'interno, con quattro cappelle per lato, delimitate da paraste marmoree, e presbiterio sul fondo, si osservano arredi e opere d'arte provenienti da chiese napoletane demolite sul finire del XIX secolo. Di raffinata esecuzione sono sia la balaustra barocca che delimita il presbiterio, sia l'altare maggiore settecentesco in marmi policromi (dietro il quale una cona di gusto neoclassico accoglie l'icona ottocentesca della Madonna del Buon Consiglio). Nella nicchia a sinistra dell'ingresso vi è una Sant'Anna lignea della prima metà dell'Ottocento. Proseguendo sul lato sinistro vediamo nella prima cappella una Santissima Trinità che incorona la Vergine tra i Santi Gaetano e Giuseppe dipinto di ignoto pittore tardo-manierista, nella seconda un Angelo Custode sempre privo di attribuzione e infine nella quarta una Madonna del Soccorso della fine del XVI secolo. Viceversa, sul lato destro si ammira nella prima cappella una Madonna del Rosario, opera tardo-cinquecentesca di un ignoto pittore molto influenzato dallo stile fiammingo (portato a Napoli da maestri come Dirk Hendricksz, Cornelis Smet e Aert Mytens) e nella quarta una Pietà sempre della seconda metà del XVI secolo e sempre priva di attribuzione.